# ルルーシュ・ランペルージ
ルルーシュ・ランペルージ（Lelouch Lamperouge）は、アニメ作品『コードギアス 反逆のルルーシュ』シリーズに登場する架空の人物であり、同作品の主人公。担当声優は福山潤、大原さやか（幼少期）。

## プロフィール
- 誕生日：皇暦2000年12月5日
- 血液型：A型
- 星座：いて座
- 身長：178cm

## 人物
本名はルルーシュ・ヴィ・ブリタニア (Lelouch vi Britannia) 。黒髪と紫の瞳を持ち、眉目秀麗。頭脳明晰で戦術・戦略家として非常に優れた才覚を有する。神聖ブリタニア帝国の第11皇子・第17皇位継承者として生まれる。一人称は「俺」（幼少期は「僕」）。

### 性格
日頃から無意識に自身を俯瞰している面があり、「ルルーシュ」と「ゼロ」という二つの仮面を巧みに使い分ける。「ルルーシュ」としては人前で目立つことを避けるため敢えてクールな態度をとったり、キザな二枚目を気取りつつたまに抜けた三枚目を装ったりする。「ゼロ」としては偽悪者、復讐者、反逆者として結果のみを追い求める非情な態度を貫こうとする。しかし時に親しい者への情に囚われ、C.C.から指摘を受ける。監督の谷口悟朗によると本質は「ワガママ」で、他人を見下している部分もあったり決して聖人ではなく、人間のいい部分も嫌な部分もひっくるめて持ち合わせているキャラクター像。
強い意志力の持ち主であり、頭脳明晰にして冷静沈着でそつがない一方、執着心が強く切り替えは遅い。ナナリーとスザク、シャーリー、カレンといった素直で心優しい周囲の人々を愛し、大切に想っている。C.C.に対しては自由奔放な彼女に嫌みや皮肉を言うこともあるが決して嫌っているわけではなく、時には彼女を思いやり、対等なパートナーとして強い信頼関係を結んでいる。
かつて親友だったスザクに対しては絶大な信頼を抱いており、また彼とのコンビネーションは日々の生活や戦闘においても阿吽の呼吸でこなせるほどに抜群。彼がランスロットの搭乗者と判明した後も、ユーフェミアの死（後述）を経て皇帝に引き渡されるまで彼には非情になれなかった。『R2』では敵として対立したが、その信頼は最後まで失われることはなかった。また、ブリタニア上層部からの命令でスザクが自分もろとも心中を試みた際には、咄嗟に彼に「生きろ」とギアスを掛けてしまう。
母の出自ゆえに兄妹共に皇室内では嫌っている人間も多かったが、初恋であったユーフェミアや、ライバル視しながらもルルーシュを気に入っていたクロヴィスを筆頭に、コーネリアやシュナイゼルといった上位の兄弟たちとの仲は良好で、劇場版で追加された場面では皆が沈痛な面持ちで見送りに訪れている。本編では登場しないマリーベルやクロヴィスの同母妹ライラ、親族以外にもノネットやジノとその両親の姿もあるが、シュナイゼルはいない。

### 趣味嗜好
アニメ雑誌での「ルルーシュに50の質問」という企画によると、好きな色は紫。好きな季節は冬。好きな食べ物はえびやプリンといったぷるぷるしたもの。嫌いな食べ物は納豆やとろろといったねばねばするもの。衣食住で一番大事なのは「住」と答えている。
恋愛については、「愛とは？」の質問には「限りなく与えるもの」、「尽くすほう？尽くされるほう？」の質問には「想われるよりも想うことに充実を感じる」、「好きな女性のタイプ」の質問には「ふわふわな人」。「あなたにとってのヒーローは？」の質問には母親。
「将来の夢は」の質問には「打倒ブリタニア」、「30年後の自分を想像してください」という質問には「髪がロール状にならないように祈って欲しい・・・・・・」と答えている。暴力や理不尽に対しては「怒り」を感じる。

### 過去の経歴
皇歴2009年、何者かによる襲撃により母マリアンヌ・ヴィ・ブリタニアが死去し、妹ナナリー・ヴィ・ブリタニアは歩行能力と視力を失う。皇帝である父シャルル・ジ・ブリタニアに謁見し襲撃を防げなかったことを糾弾したが、「与えられたものだけに縋るお前は生きているとは呼ばない」と逆に罵倒された上に、人質（外交手段）としてナナリーと共に日本に送られ、日本財界のフィクサー・桐原泰三や最後の首相となった枢木ゲンブに囲われて育つ。そして幼少期に出逢った枢木ゲンブの息子・枢木スザクとは最初は対立していたものの、次第に打ち解け、親友となっていく。しかし日本への移住から約1年後、ブリタニアの日本侵攻でまたしても居場所を失い、スザクとも生き別れとなる。
その後、没落貴族アッシュフォード家の庇護下に入り、表向きは日本侵攻で死亡したことにして、名前をルルーシュ・ランペルージに改める。身元が発覚してブリタニアに政治の道具として利用されることへの不安に怯えながらも、自分たちから何もかもを奪い続ける祖国への復讐心を募らせていた。
普段はアッシュフォード学園に通い、生徒会副会長を務める。頭脳明晰かつ成績も優秀ながら、授業態度は不真面目で、よく気付かれないように居眠りしている。また、表立って目立つことはできないため、力試しと生活費を稼ぐ目的で賭けチェスに興じたりしていた。

### 戦略戦術
類稀な頭脳を誇り古今東西の戦略に通じる。また、心理戦や人心掌握にも長ける。ゲーム（特にチェス）を得意とし、戦闘では大胆不敵かつ用意周到な作戦と、さらにギアスの力を最大限に活用することで、一見望み薄な作戦をも可能にしている。「戦略が戦術に負けることはない」という持論を持つが、スザクなどのエース級パイロットを前にその持論を覆された苦い経験もある。一方でこのことは「実戦の要は人間」という学習にも繋がっている。
また、「王が動かなければ部下が付いてこない」「撃っていいのは撃たれる覚悟のある奴だけだ」という信念も持っており、黒の騎士団の作戦時には現場で陣頭指揮をとり、思想・動機がバラバラの団員たちを統率する。理性的な相手はチェス同様に相手の行動の裏を読み実戦でも手玉に取るが、感情に任せる相手には翻弄されることも多い。
得意の戦術の一つとして、地形を利用し一気に形勢を好転させる手法を用いる。ナリタ連山攻防戦では土石流を、ブラックリベリオンでは租界の基礎ブロックの結合の解除を、第二次トウキョウ決戦では列車に仕込んだゲフィオンディスターバーの一斉起動を、ブリタニア艦隊の殲滅では海底への魚雷攻撃によるメタンハイドレートの噴出を、最終決戦ではフジサンの爆破を引き起こすことで敵陣に大打撃を与えて、度々不利な状況を互角以上に持ち込むことに成功している。
ナイトメアフレーム（KMF）の操縦は、彼自身が戦闘訓練を受けていないことや対峙した敵の機体が自分のものよりも高性能であることが多かったため、初期は撃破されることが多かった。しかし中盤以降は、ガウェインのドルイドシステムやそれを元に設計された蜃気楼をはじめとする、操作に高度な計算能力が要求される機体において持ち前の頭脳を発揮し、敵のエース級のパイロットに引けを取らないほどの実力を見せる。

### 得意スキル
咄嗟の嘘が得意で、窮地に陥っても自然体で偽名や偽の素性をでっち上げ、その場を切り抜ける。また、相手の心理や思考を先回りして、疑惑の追及をかわすなどの手練手管に長ける。その最たるものは、予め相手の対応を予測して答えた会話の録画・録音を相手に見せることで、あたかも会話しているように欺くトリックを得意としている（最終決戦での兄シュナイゼルとの偽装会話など）。
プログラミングやハッキング能力も相当高く、タイピングにも秀でている。アッシュフォード学園のセキュリティを数秒で解除したり、「蜃気楼」の複雑な火器管制・防御システムを難なく操っている。さらにはフレイヤ・エリミネーターではフレイヤ弾頭の爆発までの19秒間の時間で環境データを解析・入力し、プログラムを完成させた。
本人は嫌がっているが、女装をすれば男女問わず誰もが絶賛する美女になるので、騎士団の作戦にその手を利用したことがある。ダンスに関しても、様々な踊りを習得している。
また、料理や裁縫、掃除、洗濯などといった日常生活の家事に関しては、ほぼ万能である。

### 苦手スキル
持久力は低く、ナイトオブセブン歓迎会では走りにくい衣装を纏っていたカレンやミレイ以下の走力であった。
想定外（イレギュラー）の事態には弱く、言動が予測できない者や指示に従わない者を苦手としており、その際は非常に狼狽し思考が追いつかなくなっている。スザク、ナナリー、ユーフェミア、C.C.、シャーリー、ミレイといったルルーシュにとって大切な人間ほど彼の予測を裏切ったり、突拍子もないことをしでかしたりすため振り回されることが多い。中でもミレイは苦手な人間の筆頭であり（人間的に嫌いなわけではない）、ミレイが考案した突拍子もないイベントには散々振り回されている。
KMF戦では、近接による格闘戦は戦略より戦術が物を言わすため苦手であり、撃墜されたのは大体そうした近接戦闘であった。
冷血漢を装っているが、精神面はナイーブで脆い。過去を捨てきれず情にほだされる甘さをC.C.から指摘され、ムキになって否定することでさらなる深みへと自分を追い立てていく。
眉目秀麗ゆえ、学園では1年で100人以上のファンがつくほど女子からの人気は高いが、本人は恋愛には奥手でかなり鈍感。シャーリーにキスされるまで彼女が自分に好意を抱いていたことにも気付いておらず、その死に遭遇して初めて彼女の存在の重みを痛感する。C.C.やロロなどに対しても同じように、失う際に己の感情に気づくことが多く、相手に対する自分自身の感情ほどよく分かっていない。

### 行動原理
妹のナナリーが安全に過ごせる世界を作り上げることと、母マリアンヌの死の真相究明が彼の行動原理である。特にナナリーの安全に関しては最優先目的であり、あらゆる事態においてまず彼女を案じる。このため仲間や部下を駒のように扱うが、自分自身さえも“キング”という盤上の駒に過ぎないと考えている。
戦闘では結果を重視し、基本的に人的損失には冷酷非情だが、苦楽を共にし情を通わせる部下に対しては、その限りではない。ただ、目的を優先するために共に死線をくぐり抜けてきた黒の騎士団を見捨てるなど、思い切った切り捨ても辞さない。
ナナリーが自分の意思でエリア11（日本）の総督に就いた時には、これまでの行動の意義を見失い自暴自棄になったが、自身の戦いが既にナナリーのためだけにあるのではないことを悟った後は、ブリタニアを倒して皆が幸せに暮らせる世界を作るという目的を新たにした。

## 原作アニメでの行動

### コードギアス 反逆のルルーシュ
「ギアス」入手
17歳の時、賭けチェスの帰りにブリタニア軍とテロリスト・扇グループの戦闘に巻き込まれ、幼馴染でありブリタニア軍人となっていたスザクと再会する。また、生物兵器が入っているとされていたカプセルの中から現れた謎の少女C.C.から異能の力・ギアスを授けられたルルーシュは、その力を用いてブリタニア兵を一斉に自害させる。さらにヴィレッタからKMFを奪ったルルーシュは、自身が巻き込まれたことの腹いせも兼ねて扇グループに助力し、ブリタニア軍を撤退にまで追い込む。その混乱に乗じてエリア11総督で異母兄にあたるクロヴィスを手ずから殺害したルルーシュは、ギアスの力を武器にブリタニアに戦いを挑むことを心に決める。
「ゼロ」誕生
純血派によりクロヴィス殺害容疑をかけられたスザクを救出するため、ルルーシュは素顔を仮面で隠し「ゼロ」と名乗り、扇グループに共闘を呼びかける。だが、クロヴィスの後釜として11総督に赴任したコーネリアとの初戦となったサイタマゲットーの戦いでは、人心掌握が不十分だったゆえに手痛い敗北を喫する。
「黒の騎士団」創設
「河口湖ホテル占拠事件」での人質救出を契機に私設軍隊「黒の騎士団」の創設を宣言。自らを「武器を持たない者の味方」と標榜。各個に武力闘争を続けていたエリア11内の反ブリタニア勢力を糾合し、帝国軍のみならず庶民を食い物にする汚吏汚官、犯罪結社といった相手をも殲滅することで、支持層をエリア11の民衆のみならずブリタニア人にも広めてゆく。ゼロのこうした行動は「義賊気取り」と称された。その一方で、目的のために利用できる者はなんでも利用し、血塗られた道を往く。「ナリタ連山の戦い」や「片瀬少将逃亡幇助作戦」では日本解放戦線を囮としてコーネリアに打撃を与え、あと一歩のところまで迫るが、いずれもスザクの駆るランスロットの介入により失敗に終わる。
「ブラックリベリオン」蹶起
マオとの対決などの事態には冷静さを失うことも多々ありながらも、黒の騎士団結成後は着々と勢力を拡大していくが、異母妹ユーフェミアの「行政特区日本」設立宣言により窮地に立たされる。
敵となったユーフェミアを陥れようとするも、彼女の目的と願いを聞き和解。手を組む決意をして秘密であるギアスのことも教えようとしたが、知らないうちに暴走していたギアスにより、ユーフェミアが絶対に従わない命令の例えとして口にした「日本人を殺せ」という命令が成立してしまい、惨劇が引き起こされる。
事態を収拾するためユーフェミアを殺さざるを得なかったことで、彼女の騎士であったスザクと決別。民衆の前で「合衆国日本」の設立を宣言した後、決起したイレヴンの暴徒を吸収した黒の騎士団を率いてトウキョウ租界に進軍、ブリタニア軍との決戦に突入する（ブラックリベリオン）。
しかし、戦闘の最中にナナリーがV.V.に拉致されたため、指揮を藤堂に押し付けて神根島に向かう。神根島まで追ってきたジェレミアのKGFジークフリートをC.C.に任せて遺跡の内部へ進むが、そこでゼロを追ってきたスザクによって素顔を暴かれて対峙。双方の銃声が鳴り響き、物語は一時の幕を下ろす。

### コードギアス 反逆のルルーシュR2
「ゼロ」復活
神根島にてスザクに敗北し捕らえられ、実父である皇帝シャルルの下に連行される。その際、父のギアスにより「自分が皇子であること」「自分がゼロであること」「マリアンヌとナナリーに関すること」の記憶を書き換えられ、『コードギアス 亡国のアキト』でのユーロ・ブリタニアに派遣された皇帝の勅使の証インペリアルセプターを掲げる軍師ジュリアス・キングスレイを経て、自身の監視役である偽りの弟ロロと共に暮らし、再び学園に通う。しかしブラックリベリオンの約1年後に、バベルタワーで再会したC.C.により全ての記憶とギアスを取り戻し、再びゼロとして黒の騎士団を率いる。
世界進出 ～「超合集国」建国
ブリタニアとの全面戦争のための戦力増強と、皇帝シャルルの野望の裏にあるギアスの研究組織「ギアス嚮団」の制圧・利用を目的として、嚮団の本拠地があるとされる中華連邦へ亡命。オデュッセウス・ウ・ブリタニアとの婚姻を迫られた天子・蔣麗華を婚姻の儀当日に拉致し、天帝八十八陵に立て籠もった。そして、武官・黎星刻との対決・共闘を経て、大宦官を粛清して中華連邦中枢と同盟を組む。ロロによるシャーリー殺害に端を発したギアス抹消を目的としたギアス嚮団壊滅作戦を行った後、合衆国日本と合衆国中華を中心とする、ブリタニアに匹敵する連合国家「超合集国」を建国する。
正体露見・逃亡～復讐完遂
ギアス嚮団における非戦闘員への虐殺命令や、第二次トウキョウ決戦でナナリーがフレイヤの爆発に巻き込まれた際の団員を顧みない命令と、自身の素性とギアスの情報をシュナイゼルに暴露されたことにより団員たちに見限られ粛清されかけるも、ロロの捨て身の行動によって救われる。その後、父シャルルを倒すため思考エレベーター（アーカーシャの剣）に赴き、Cの世界で合流したC.C.やスザクと共にシャルルと対峙。そこでシャルルの真の目的を知ると同時に、アーニャの中に潜んでいたマリアンヌと再会。彼女の死の真相や二人の悲願を知るに至るが、二人の望んだ"優しい世界"は「自分に優しい世界」だと否定し、神（=集合無意識）にギアスを掛け、C.C.もルルーシュたちに同意したことでシャルルとマリアンヌを消滅させて勝利する。これ以降、右目にもギアスの紋様が浮かび上がるようになる。
「皇帝ルルーシュ」即位
シャルルを倒した1ヶ月後、神聖ブリタニア帝国・帝都ペンドラゴンにスザクと共に現れ、その場にいた者たちをギアスで制圧し、神聖ブリタニア帝国第99代唯一皇帝“ルルーシュ・ヴィ・ブリタニア”として即位した。同時にスザクを自身唯一の騎士〈ナイトオブゼロ〉に任命する。即位後は、貴族制度の廃止、歴代皇帝陵の破壊、財閥解体、各エリアおよびナンバーズの解放など、歴代皇帝が行ってきたのと全く正反対の政治を実行。ナンバーズからは正義の皇帝と崇められ、即位間も無くしてブリタニアの文化を全て破壊した皇帝として、歴史に名を残す。かつてルルーシュに敵対していたスザクは、これらの行為に対しても咎めず「皇帝」に付き従う。これは、二人で交わした計画「ゼロレクイエム」を決行するためであった。
世界征服完了
その後、フレイヤの爆発を免れていたナナリーを皇帝候補とするシュナイゼルと黒の騎士団との対決で、シュナイゼルを「ゼロに仕えよ」というギアスで掌握し、最後にして最大の敵となったナナリーと対峙する。自身と同じく世界の憎しみを自分たちに向けようとしたナナリーの意図に気づき、彼女にギアスを掛けダモクレスの鍵（フレイヤの発射スイッチ）を奪取し、ダモクレスとフレイヤの完全掌握によって世界征服を完了させる。
「ゼロレクイエム」
戦後、ブリタニア皇帝・超合集国最高評議会議長・黒の騎士団C.E.O.の地位に就き、世界を独裁政治で支配することで全ての憎しみを向けられた存在たる「魔王」となった自分を、「ゼロ」となったスザクに討たせる。ここに、二人が望んだ新世界を創り出すための計画「ゼロレクイエム」は完遂された。

### 劇場版コードギアス3部作
3部作においては、ルルーシュはテレビアニメ版同様にギアスの入手からゼロレクイエム完遂までをなぞる。
中盤以降はテレビシリーズとは異なり、ゼロについて深入りしなかったため生存したシャーリーの介入により、ルルーシュの遺体は回収された後にC.C.の手に渡る。これにより「ルルーシュ生存ルート」が確立された。

### 劇場版 復活のルルーシュ
『復活のルルーシュ』では、シャルルを消滅させた際に彼から不完全に継承していたコードにより蘇生する。しかし、集合無意識に対し「絶対遵守のギアス」を行使していた影響で『Cの世界』の理が乱れ、心と記憶を失った虚ろな状態になってしまう。C.C.はルルーシュの精神を再構築するためにCの世界にアクセスしようとするが、ルルーシュがシャルルを葬って以降はCの世界に入れなくなっており、完全な復活を望むC.C.の世話を受けながら世界中の遺跡を巡る旅を続けていた。
光和2年に、ジルクスタンにおいてアラムの門からC.C.と共に『Cの世界』にアクセスし、精神の再構築に成功、さらにコードとギアス両方を保持した状態で、復活を遂げる。早々にギアスを駆使してカレンたちの窮地を救い、スザクやコーネリアら超合集国の潜入部隊と協力、再び「ゼロ」の仮面を被り、ナナリー奪還作戦の指揮をとる。ファルラフの指導者シャムナのギアスを交えた戦術を読みきれず苦戦するも、C.C.や玉城ら仲間の言葉で吹っ切れて調子を取り戻し、シャムナのギアスを封じ追い詰める。彼女からは「協力して世界をやり直さないか」と持ちかけられるも、「明日は失敗も含む過去の積み重ね」であり、やり直しはそれを否定することになると一蹴し、引導を渡した。
作戦終了後は目覚めたナナリーと束の間の再会を果たすが、「悪逆皇帝として死んだことになっている自分が、既に自分の道を歩んでいる彼女の傍にいるべきではない」として別れを告げ、一人で旅立とうとするC.C.を呼び止めて新たな名「L.L.（エルツー）」を名乗り、共に「ギアスの欠片」を集めるための旅に出る。
エピローグでは、死体が幾つも折り重なっている森の中で、生きるためにギアスを欲する何者かにゼロの装束に似た黒い服の姿で、黒い花嫁のようなドレスを着たC.C.と共にギアスを得ることでの覚悟と代償について語るところで終わる。

### コードギアス 奪還のロゼ
故郷と親友を奪われ、無力感に打ちひしがれる皇サクヤと遭遇し、ギアスの力を与える。ギアスを得ることの覚悟と代償を忠告している。

## その他メディアでの描写
基本的にDVD・BD特典のピクチャードラマ（イラストドラマ）、『コードギアス反逆のルルーシュ　Sound Episode1〜6』、画集『MUTUALITY』掲載の大河内一楼によるショートストーリーのみが原作アニメ準拠となっており、それ以外の関連作品は本編と異なる設定が大小あるため、原作アニメ準拠の作品では無い。したがってキャラクターにも差異がある作品がある。

### ピクチャードラマ（イラストドラマ）
DVD1巻
ナナリーと一緒に枢木家の土蔵へ送られてそこでスザクに出会い、彼と殴り合いになるという最悪な出会い方をする。また、ルルーシュの独白ではスザクを「最初の友達であり、最悪の敵となる男」と表現している。
DVD4巻
凝った料理の数々から料理上手な面がうかがえる。またナナリーにC.C.のことをどう言い訳しようか、悩む様子も描かれている。
DVD7巻
男女逆転祭りで女装を披露するも終始嫌がっていた。外見はほぼ完璧だったが、目の見えないナナリーのためとはいえ女言葉で話すことに葛藤する。
R2 DVD1巻
カレンが入手したルルーシュの監視報告書から、ピアノを弾けることが判明。C.C.いわく、三歳のころから弾いていたらしく、腕前も中々のものであるとのこと。
R2 DVD3巻
一年前の生徒会で行われたハンドメイド・ドレス・パーティーでクジによりカレンのエスコートを引き受けることに異議を唱えるが、当のカレンとナナリーによって了承した。
また、この頃が自分にとってどれだけ大事であったかを語っている。
R2 DVD4巻
朱禁城の守備隊長の目をくらませるために、C.C.、カレンとともに旅芸人の踊り子として変装して潜入し、ギアスによって門を開かせた。この際、二度目の女装を披露しており、朱禁城の要人たちからC.C.、カレン共々美しいと絶賛される。
また3人の会話から、ルルーシュがワルツからパソドブレまで様々な踊りを皇族のたしなみとして習得していることが判明。
R2 DVD7巻
ロロの回想（走馬灯）に登場。彼の散髪をする様子が描かれる。ナナリーの散髪は、ルルーシュがしていたことも判明する。また、ロロがルルーシュへの思慕と感謝を述べている。
R2 DVD9巻
みんなで花火をする約束を果たすために計画し、ゼロレクイエム前に密かにジェレミアにのみ自分に代わって花火を上げることを勅命し、それらの手順を伝えていた。ゼロ（スザク）やナナリー、生徒会の面々は感慨深く花火を見上げる。
復活のルルーシュ
「ギアスの欠片」を集めるため、海中に拠点を持つ「臭いで嘘を見分ける」ギアスを持つガロンゾ一味の根城に拐われた女たちに紛れて、C.C.と共に潜入。コミカルな会話をしながら一味を壊滅させ、女たちの解放と欠片の回収を行う。

### ドラマCD
長編『戻らない夏の日』
出逢ったころのスザクとの対立から親友になり共に悪巧みをするところなど、ルルーシュ・スザク・ナナリーの3人にとって大切な思い出となる幼少期の交流を中心に描かれている。
STAGE9.725『決戦前夜』
ナリタ戦前夜に突然スザクが部屋に訪ねて来たので、慌ててC.C.をベッドの下に隠す。お互いの昔話の途中、スザクにベッドの上に残っていたC.C.の髪が見つかり、彼女がいると勘違いされる。スザクには「17歳ならそういうことがあっても普通」と言われるが、色事に疎いことから「そういうこと」の意味が全く分からなかった。

### 小説版
STAGE0
彼がスザクと出会ったころの話が語られる。表向きは日本へ留学しにやって来た皇族ということになっていたが、その時点で皇位継承権は剥奪されており、同時にルルーシュはシャルル皇帝に復讐する方法とナナリーを守り育てる術を既に模索し始めていた。
境遇は決して良くなく、ナナリーを守り育てようという気持ちでなんとか己を奮い立たせるが、心を病んだナナリーにどうにもしてやれず途方に暮れる。スザクとは当初は喧嘩するなど仲が悪かったが、町の子供たちに殴られるところをスザクに助けられたことや、ナナリーがスザクに対して心を許したことで親友となる。しかしルルーシュは、当時の世情から、スザク以外の人間にはナナリーにさえ心を許さなかった。ゲンブがルルーシュとナナリーの命をブリタニアへの交渉材料にしようとしており、スザクがナナリーを守るためにゲンブを殺したことに、当時のルルーシュは気付けなかった。
後日、アッシュフォード家の者と合流、彼らがルルーシュとナナリーを守るために「誘拐」を決行しようとしていたこと、日本側と話をつけたことを知る。ルルーシュとナナリーの立場はさらに危険となっており、アッシュフォードの工作で皇子ルルーシュと皇女ナナリーを死亡させ、身分と名前を捨てることとなる。日本とブリタニアの戦争が始まる数ヶ月前の話だった。
STAGE1以降は、アニメ本編とほぼ同様の時系列となる（しかし設定において本編とは違いがあり、本編補完とは言えない）。ランスロットの騎士がスザクだと知らず、コーネリアがランスロットを使いたがらない理由を読めなかった。また、最終巻では彼の生存を示唆する描写がある。
「ナイトオブラウンズ」
幼い当時は人見知りが激しく、マリアンヌに連れられてコーネリア、ノネット、ベアトリスと会うもコーネリアにしか懐かなかった。
後の歴史家が「暴君」と評したのはシャルルではなく、ルルーシュであったことが語られている。

### 漫画版

#### Asuka版
KMFが存在しないため、策略とギアス能力を生かした白兵戦でブリタニアに反逆する。ユーフェミアとはアッシュフォード学園で再会する。

#### 反攻のスザク
スザクやC.C.に対する思いやりを見せる描写が多い。
テロを鎮圧するランスロットを警戒していたが、黒の騎士団メンバーの暴走を抑えに向かった際にランスロットを装備しているのがスザクだと知る。一時、シュナイゼルの策略でスザクに正体を知られて彼に捕まってしまうが、C.C.に真実を知らされ決心したスザクによって救出される。日蝕の時にシュナイゼルに左目を潰されてしまうが、スザクの活躍で彼の計画を阻止する。それから5年後も、ナナリーの世話をしていた。
ブリタニア人からのゼロの評価は余り良くない。

#### ナイトメア・オブ・ナナリー
賭けチェスの帰りにシンジュクゲットーを通っていたルルーシュはそこでC.C.と出会うが、XOO（ミサイル）の爆発に巻き込まれ生死不明となる。この作品においてはゼロの登場初期はルルーシュと同一人物なのかは明言されていなかったが、中盤にてC.C.と融合して「神の力」と云われるほど強力なギアスを手に入れた存在となって、ゼロとなったことが明らかになった。本人は自らを「魔王」と称している。
C.C.と融合したことで、銃撃が効かない、いつの間にか姿を現したり消えたりする、サザーランドやグロースターを生身で行動不能にしたりスザクのランスロットと互角に渡り合ったりするなど、人間とは思えない存在となっている。
ホテルで覚醒したナナリーの精神世界に現われ、彼女にネモと契約した責任と自身の感情はコントロール出来るということを説く。後にはナナリーに戦場へ出てはいけないと説いて、彼女の望む「優しい世界」を作るべく戦いに身を投じる。クロヴィスを暗殺した後はカレンや扇たちを助け、以降彼らを指揮して黒の騎士団を結成し、騎士団総帥となった。
ゼロの衣装はアニメ本編とは大きく異なり、仮面と一体感のある漆黒のブレストアーマーにレオタード地の全身スーツである。体格も隆々とした筋肉質の大男になっている。ルルーシュの姿をとることもC.C.の姿をとることも可能であり、表層意識もルルーシュとC.C.のものが切り替えられる。
瓜二つの双子の弟ロロ・ヴィ・ブリタニアがおり、深く憎まれている。これは「双子の皇子は戦乱を呼ぶ」としてブリタニアでは古来より不吉とされ、産まれた直後にエデンバイタル教団に出家させられたためである。

#### 幕末異聞録
この作品における名前表記は「琉々朱・爛縁侍」（読みは同じ）。
表向きは新撰組の局長。その一方で「零（ゼロ）」として黒の維新団を率いている。スザク曰く「決して人を傷つけない」。
琉々朱の持つギアスはアニメ版や他の漫画と異なり、「自由に騎士銘亜（ナイトメア）を呼び出す能力」に変更されている。搭乗KMFは我勝（ガウェイン）と蜃気楼。
零の衣装は他作品と違ってやや和風になっている。また、マスクのデザインも若干異なる。

#### 家庭教師のルルーシュさん
平穏な世界を舞台として、C.C.の家庭教師を務めている。

### ゲーム版
ニンテンドーDS版
主人公（プレイヤーの分身となるキャラクターも存在するが、その立場は黒の騎士団の一メンバーに過ぎず、ストーリーにはほとんど絡まない）。1周目は本編と同様のストーリーを歩むことになるが、2周目以降は選択肢次第でギアスを使ってスザクやユーフェミア、コーネリアなどを仲間にする展開を歩むことになる。
LOST COLORS
主人公はこのゲームのみのオリジナルキャラクターになり、ルルーシュはNPCとして登場。PS2版にある恋愛要素を盛り込んだ「ブルームーン編」では攻略可能となっており、男子で唯一の恋仲エンドが存在する。

## 主な搭乗機
- RPI-13 サザーランド
- Type-10R 無頼（ゼロ専用機）
- IFX-V301 ガウェイン
- Type-0/0A 蜃気楼
- UPI-00 真母衣波 零式
- IFX-V10C1 月虹影（漫画版『復活のルルーシュ』では月虹影帥に変更予定）

## その他
2017年7月に「Next Project」“ 復活のルルーシュ”ティザーサイトが開設され、監督の谷口悟朗と脚本を手掛ける大河内一楼のコメントが共載された。このページにおいて大河内による「ルルーシュが生きていて、また新しい話が始まるのか気になっていると思います。「R2」の後の時代になり、時間軸自体はそのまま続いています」、「「復活のルルーシュ」の主人公はルルーシュです。別世界の人物だったり偽物ということにはしません。「R2」の続編ととらえていただいて大丈夫です」とのコメントから、ルルーシュは確実に生存していることが明言されていたが、映画はテレビシリーズを再構成した劇場版3部作の続編という形で公開された。
また、最初に『コードギアス』の中のルルーシュの物語を書くにあたって、谷口も大河内も『ルルーシュの結末』は『死』で終わらせるという考えで一致していたこと、「彼の罪は許されてはいけない」という倫理観だったことを語っている。しかし谷口は、テレビアニメ1期、2期ともにそれぞれの作品として完結させたことには納得しているが、後の作品を作っていくにあたって「礎となる正史を作るために『復活のルルーシュ』というシナリオを選択した」とも語っている。